# Chryzant (arcybiskup Aten)
Chryzant z Aten, imię świeckie Charilaos Filippides (ur. 1881 w Tracji Zachodniej, zm. 29 września 1949) – duchowny Greckiego Kościoła Prawosławnego.

## Życiorys
W latach 1917–1919 będąc jednocześnie biskupem Trapezuntu, stał na czele prowizorycznego rządu Republiki Pontyjskiej.
W 1938 został wybrany na arcybiskupa Aten i pełnił urząd do 1941. O jego wyborze na arcybiskupa przesądziło poparcie Joanisa Metaksasa, który przeforsował jego kandydaturę przeciwko wskazanemu przez Synod metropolicie Koryntu Damaskinowi. W 1941 odmówił zaprzysiężenia kolaboracyjnego rządu Państwa Greckiego, przez co musiał odejść z urzędu. Wcześniej arcybiskup odmówił uczestnictwa w formowaniu tego rządu, podkreślając swoją lojalność wobec króla Jerzego II i rządu przebywających na Krecie.